# Ischnus homonae
Ischnus homonae là một loài tò vò trong họ Ichneumonidae.